# Campeonato Cearense Serie B 2021
El Campeonato Cearense de Serie B 2021 fue la 29ª edición de dicho torneo, organizado por la Federación Cearense de Fútbol. El torneo comenzó el 16 de junio, finalizó el 1 de agosto y contó con la participación de 10 equipos.

## Sistema de disputa
El campeonato se jugó en el sistema de Todos contra todos, en una sola rueda, siendo el campeón el equipo que acumuló la mayor cantidad de puntos ganados en toda la competencia. Los dos mejores equipos ascendieron al Campeonato Cearense 2022. Por otro lado, los clubes que terminaron en las dos últimas posiciones descendieron a la Serie C 2022.
En caso de empate en los puntos ganados entre dos o más equipos al final del campeonato, el desempate, a efectos de clasificación, se realizará observando los siguientes criterios:
1. Partidos ganados
2. Diferencia de goles
3. Goles a favor
4. Enfrentamientos directos (entre dos clubes)
5. Sorteo

## Participantes
| Equipos participantes | Equipos participantes | Equipos participantes | Equipos participantes | Equipos participantes |
| --------------------- | --------------------- | --------------------- | --------------------- | --------------------- |
| Cariri                | Floresta              | Horizonte             | Maracanã              | Iguatu                |
| Itapipoca             | Maranguape            | Pacatuba              | Tiradentes            | União                 |

## Clasificación
| Pos. | Equipo     | Pts. | PJ | G | E | P | GF | GC | Dif. | Clasificación 2021                     |
| ---- | ---------- | ---- | -- | - | - | - | -- | -- | ---- | -------------------------------------- |
| 1    | Maracanã   | 20   | 9  | 6 | 2 | 1 | 14 | 7  | +7   | Campeón y ascenso a la Serie A 2022    |
| 2    | Iguatu     | 19   | 9  | 6 | 1 | 2 | 18 | 6  | +12  | Subcampeón y ascenso a la Serie A 2022 |
| 3    | Horizonte  | 17   | 9  | 5 | 2 | 2 | 14 | 6  | +8   |                                        |
| 4    | Maranguape | 17   | 9  | 5 | 2 | 2 | 13 | 8  | +5   |                                        |
| 5    | Tiradentes | 14   | 9  | 4 | 2 | 3 | 10 | 8  | +2   |                                        |
| 6    | Cariri     | 12   | 9  | 3 | 3 | 3 | 10 | 9  | +1   |                                        |
| 7    | Floresta   | 9    | 9  | 2 | 3 | 4 | 8  | 10 | −2   |                                        |
| 8    | Itapipoca  | 8    | 9  | 2 | 2 | 5 | 7  | 12 | −5   |                                        |
| 9    | União      | 8    | 9  | 2 | 2 | 5 | 5  | 11 | −6   | Descenso a la Serie C 2022             |
| 10   | Pacatuba   | 1    | 9  | 0 | 1 | 8 | 2  | 24 | −22  | Descenso a la Serie C 2022             |

Actualizado a los partidos jugados el 1 de agosto de 2021.
 Fuente: FCF

## Fixture
- La hora de cada encuentro corresponde al huso horario correspondiente al Estado de Ceará (UTC-3).

| Horizonte  | 2 - 0 | Floresta   | Domingão        | 16 de junio | 15:30 |
| Tiradentes | 1 - 0 | União      | Raimundão       | 16 de junio | 15:30 |
| Itapipoca  | 1 - 1 | Maracanã   | Perilo Teixeira | 16 de junio | 15:30 |
| Pacatuba   | 0 - 3 | Maranguape | João Ronaldo    | 17 de junio | 15:30 |
| Cariri     | 0 - 0 | Iguatu     | Mirandão        | 17 de junio | 15:30 |

| Floresta   | 2 - 0 | Pacatuba   | Domingão     | 23 de junio | 15:30 |
| União      | 0 - 3 | Horizonte  | Raimundão    | 23 de junio | 15:30 |
| Iguatu     | 2 - 0 | Itapipoca  | Morenão      | 23 de junio | 15:30 |
| Maracanã   | 1 - 0 | Cariri     | Raimundão    | 24 de junio | 15:30 |
| Maranguape | 0 - 1 | Tiradentes | João Ronaldo | 24 de junio | 15:30 |

| Pacatuba   | 0 - 0 | União      | João Ronaldo | 30 de junio | 15:30 |
| Maracanã   | 1 - 1 | Floresta   | Raimundão    | 30 de junio | 15:30 |
| Horizonte  | 2 - 0 | Itapipoca  | Domingão     | 1 de julio  | 15:30 |
| Cariri     | 2 - 0 | Maranguape | Mirandão     | 1 de julio  | 15:30 |
| Tiradentes | 1 - 3 | Iguatu     | Raimundão    | 1 de julio  | 15:30 |

| Itapipoca  | 0 - 0 | Floresta  | Perilo Teixeira | 7 de julio | 15:30 |
| Pacatuba   | 0 - 7 | Iguatu    | João Ronaldo    | 7 de julio | 15:30 |
| União      | 2 - 0 | Cariri    | Raimundão       | 7 de julio | 15:30 |
| Maranguape | 1 - 1 | Horizonte | Moraisão        | 8 de julio | 15:30 |
| Tiradentes | 0 - 1 | Maracanã  | Raimundão       | 8 de julio | 15:30 |

| Floresta  | 1 - 2 | Maranguape  | Domingão        | 14 de julio | 15:30 |
| Iguatu    | 3 - 0 | União       | Morenão         | 14 de julio | 15:30 |
| Itapipoca | 1 - 2 | Cariri      | Perilo Teixeira | 14 de julio | 15:30 |
| Horizonte | 1 - 1 | Tirandentes | Domingão        | 15 de julio | 15:30 |
| Maracanã  | 3 - 2 | Pacatuba    | Raimundão       | 15 de julio | 15:30 |

| Tiradentes | 1 - 0 | Floresta  | Raimundão    | 21 de julio | 15:30 |
| Cariri     | 0 - 2 | Horizonte | Inaldão      | 21 de julio | 15:30 |
| Maranguape | 2 - 0 | Iguatu    | Moraisão     | 21 de julio | 15:30 |
| Maracanã   | 1 - 0 | União     | Raimundão    | 22 de julio | 15:30 |
| Pacatuba   | 0 - 1 | Itapipoca | João Ronaldo | 22 de julio | 15:30 |

| Cariri    | 3 - 0 | Pacatuba   | Inaldão         | 25 de julio | 15:30 |
| Horizonte | 1 - 3 | Maracanã   | Domingão        | 25 de julio | 15:30 |
| Iguatu    | 1 - 0 | Floresta   | Morenão         | 25 de julio | 15:30 |
| Itapipoca | 2 - 1 | Tiradentes | Perilo Teixeira | 25 de julio | 15:30 |
| União     | 1 - 1 | Maranguape | Raimundão       | 25 de julio | 15:30 |

| Floresta   | 2 - 2 | Cariri     | Domingão  | 28 de julio | 15:30 |
| União      | 1 - 0 | Itapipoca  | Raimundão | 28 de julio | 15:30 |
| Maracanã   | 0 - 1 | Maranguape | Raimundão | 29 de julio | 15:30 |
| Horizonte  | 0 - 1 | Iguatu     | Domingão  | 29 de julio | 15:30 |
| Tiradentes | 3 - 0 | Pacatuba   | Moraisão  | 29 de julio | 15:30 |

| Cariri     | 1 - 1 | Tiradentes | Inaldão       | 1 de agosto | 15:30 |
| Floresta   | 2 - 1 | União      | Franzé Morais | 1 de agosto | 15:30 |
| Iguatu     | 1 - 3 | Maracanã   | Morenão       | 1 de agosto | 15:30 |
| Maranguape | 3 - 2 | Itapipoca  | Moraisão      | 1 de agosto | 15:30 |
| Pacatuba   | 0 - 2 | Horizonte  | João Ronaldo  | 1 de agosto | 15:30 |

## Goleadores
Actualizado el 1 de agosto de 2021.
| Pos. | Jugador         | Equipo     | Goles |
| ---- | --------------- | ---------- | ----- |
| 1    | Otacilio        | Iguatu     | 6     |
| 2    | Dudu            | Horizonte  | 4     |
|      | Ewerton         | Horizonte  | 4     |
|      | Carlos Alberto  | Maranguape | 4     |
|      | Neto            | Tiradentes | 4     |
| 6    | Nael            | Iguatu     | 3     |
|      | Zé Oliveira     | Cariri     | 3     |
|      | Marcelo Nicásio | Cariri     | 3     |
|      | Junior Dindê    | Maracanã   | 3     |